# 10166 Takarajima
A 10166 Takarajima (ideiglenes jelöléssel 1995 BN3) a Naprendszer kisbolygóövében található aszteroida. Kobajasi Takao fedezte fel 1995. január 30-án.